# ليان رووي
ليان رووي (بالإنجليزية: Leanne Rowe)‏ هي ممثلة بريطانية، ولدت في 1982 في المملكة المتحدة.

## وصلات خارجية
- ليان رووي على موقع IMDb (الإنجليزية)
- ليان رووي على موقع ألو سيني (الفرنسية)
- ليان رووي على موقع أول موفي (الإنجليزية)
- ليان رووي على موقع قاعدة بيانات الفيلم (الإنجليزية)
- ليان رووي على موقع كينوبويسك (الروسية)